# Stazione meteorologica di Venezia Lido Aeroporto
La stazione meteorologica di Venezia Lido Aeroporto è la stazione meteorologica di riferimento relativa alla suddetta area della città di Venezia.

## Caratteristiche
La stazione meteorologica, gestita dall'ENAV, si trova nell'area climatica dell'Italia nord-orientale, nel Veneto, nel comune di Venezia, presso l'aeroporto di Venezia-San Nicolò, a 21 metri s.l.m. e alle coordinate geografiche 45°25′38.93″N 12°23′02.31″E.

## Dati climatologici
In base alla media trentennale di riferimento 1961-1990, la temperatura media del mese più freddo, gennaio, si attesta a +3,7 °C, quella del mese più caldo, luglio, è di +24,0 °C; non è escluso un moderato effetto isola di calore per i valori di temperature medie più elevate rispetto alla vicina stazione meteorologica di Venezia Tessera.
Le precipitazioni medie annue, distribuite in modo irregolare con un minimo relativo invernale, risultano inferiori agli 800 mm e distribuite mediamente in 82 giorni .
| Venezia Lido Aeroporto | Mesi  | Mesi  | Mesi  | Mesi  | Mesi  | Mesi  | Mesi   | Mesi   | Mesi  | Mesi  | Mesi  | Mesi  | Stagioni | Stagioni | Stagioni | Stagioni | Anno |
| Venezia Lido Aeroporto | Gen   | Feb   | Mar   | Apr   | Mag   | Giu   | Lug    | Ago    | Set   | Ott   | Nov   | Dic   | Inv      | Pri      | Est      | Aut      | Anno |
| ---------------------- | ----- | ----- | ----- | ----- | ----- | ----- | ------ | ------ | ----- | ----- | ----- | ----- | -------- | -------- | -------- | -------- | ---- |
| T. max. media (°C)     | 6,4   | 8,5   | 12,1  | 16,2  | 20,6  | 24,7  | 27,8   | 27,5   | 23,8  | 18,3  | 11,7  | 7,2   | 7,4      | 16,3     | 26,7     | 17,9     | 17,1 |
| T. min. media (°C)     | 1,1   | 2,4   | 5,9   | 9,7   | 13,9  | 17,8  | 20,3   | 20,1   | 16,5  | 11,3  | 6,2   | 1,9   | 1,8      | 9,8      | 19,4     | 11,3     | 10,6 |
| Precipitazioni (mm)    | 59    | 46    | 61    | 64    | 73    | 70    | 53     | 76     | 62    | 67    | 79    | 61    | 166      | 198      | 199      | 208      | 771  |
| Giorni di pioggia      | 7     | 6     | 7     | 8     | 9     | 7     | 5      | 6      | 6     | 6     | 8     | 7     | 20       | 24       | 18       | 20       | 82   |
| Vento (direzione-m/s)  | N 2,6 | N 2,5 | E 2,6 | E 2,8 | E 2,8 | S 2,7 | SE 2,5 | SE 2,5 | S 2,5 | N 2,5 | N 2,6 | N 2,6 | 2,6      | 2,7      | 2,6      | 2,5      | 2,6  |